# إيكدوم
إيكدوم (بالفرنسية: Eqdom)‏ هي شركة مغربية متخصصة في الائتمان الاستهلاكي. أٌنشئت في سبتمبر 1974 وهي شركة فرعية مملوكة بالكامل لمجموعة سوسيتيه جنرال منذ عام 2002.

## وصلات خارجية
- الموقع الرسمي للشركة